# Ivica Tolić
Ivica Tolić, né le 1er septembre 1968 à Imotski et mort le 31 août 2019, est un homme politique croate membre de l'Union démocratique croate. Il est député européen de 2016 à 2019.